# Luciano Vieira
Luciano Vieira Mendes (Rio de Janeiro, 26 de abril de 1988), mais conhecido como Luciano Vieira, é um político brasileiro. Foi vereador da cidade do Rio de Janeiro, Atualmente é deputado federal filiado ao Republicanos (REP). 
É irmão do deputado estadual Léo Vieira.
Nas eleições de 2020, foi eleito vereador do Rio de Janeiro pelo Avante com 24.070 votos.
Nas eleições de 2022, concorreu ao cargo de deputado federal, desta vez pelo PL, e foi eleito com 84.942 votos.